# Can We Pretend
Singles de P!nk
Hustle
(2019) Hurts 2B Human
(2019)
Pistes de Hurts 2B Human
Hurts 2B Human Courage
Can We Pretend est une chanson écrite par la chanteuse américaine P!nk pour son huitième album studio Hurts 2B Human, dont il est le troisième single. Il sort le 28 juin 2019. Le titre est interprété en compagnie de Cash Cash.

## Liste des pistes
| 1. | Can We Pretend (featuring Cash Cash) | P!nk, Ryan Tedder, Cash Cash (Jean-Paul Makhlouf, Alex Makhlouf, Samuel Frisch) | 3:44 |